# 와가쓰마 사카에
와가쓰마 사카에(일본어: 我妻榮, 1897년 10월 22일 ~ 1973년 10월 21일)는 일본의 민법학자다. 야마가타현 요네자와시에서 태어났으며, 도쿄 대학 법학 박사를 받았다. 도쿄 대학 명예교수를 지냈고, 요네자와시 명예 시민과 문화훈장 (일본)을 수여받았다. 만주국 민법전 편찬을 주도했다.